# Avmagringssjuka

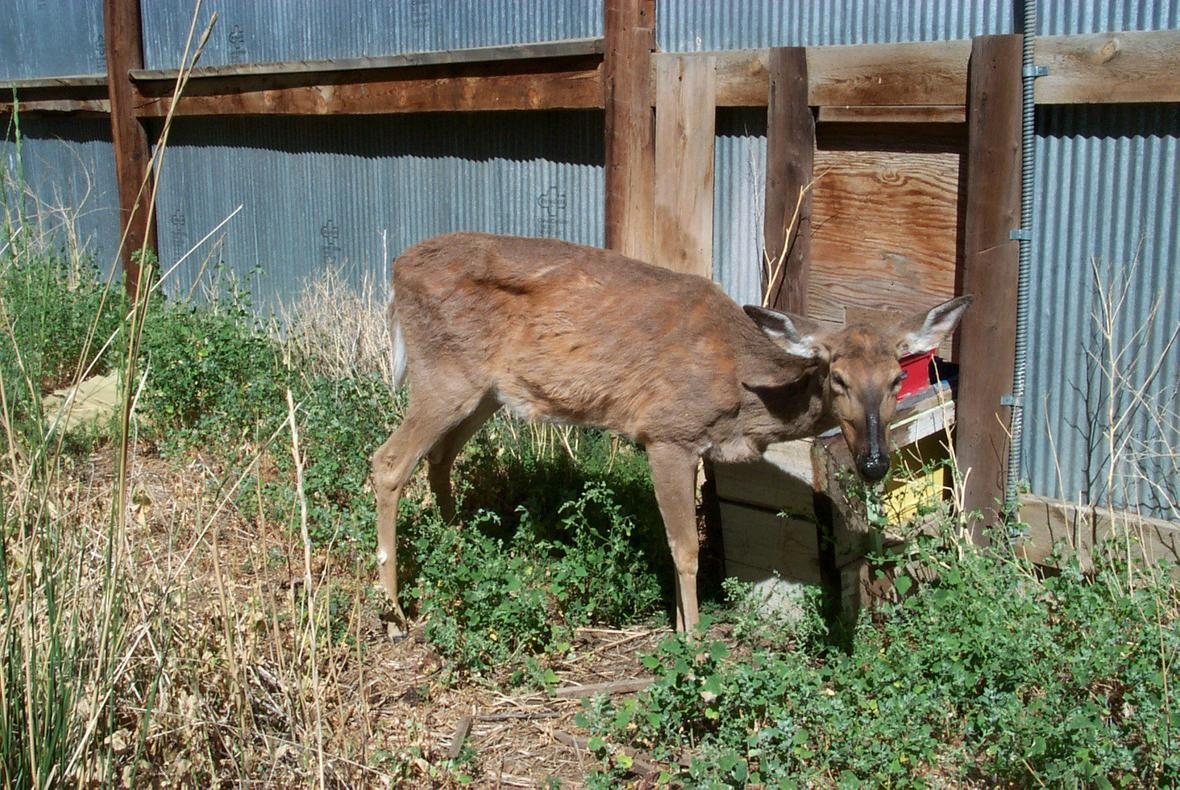
Hjort med avmagringssjuka

Avmagringssjuka, chronic wasting disease, CWD, är en prionsjukdom (transmissibel spongiform encefalopati, TSE) som främst drabbar de nordamerikanska arterna svartsvanshjort, vitsvanshjort, wapitihjort och amerikansk älg men som även förekommer i Europa.
CWD upptäcktes 1967 som ett kliniskt konstaterat avmagringssyndrom hos åsnehjort (Odocoileus hemionus) vid en viltforskningsstation i norra Colorado, USA. Den blev identifierad som en prionsjukdom 1978 och har spridits bland vilda hjortdjur samt hjortdjur i hägn i sammanlagt 26 amerikanska delstater och tre kanadensiska provinser.

## Symtom
Symptomen beror på degenerativa förändringar i hjärnan vilket leder till neurologiska symptom. Sjukdomen kännetecknas av kronisk viktnedgång, tecken på centralnervösa skador (hjärnskador) som förvärras över tid och alltid leder till döden. Symtom som huvudskakningar, svårt med koordinationen, salivering/dreglande, samt ökad törst och ökad urinering, har utöver avmagring noterats som kliniska tecken på CWD. Det är inte känt om det finns något samband mellan CWD och andra prionsjukdomar. Det finns inga kända fall av sjukdom hos människa som skulle kunna kopplas till CWD. Svenska myndigheter rekommenderar av försiktighetsskäl att man inte bör äta kött från konstaterat smittade djur. Detta är samma rekommendation som i Nordamerika. 

## Spridning i Europa
Under 2016 påvisades CWD hos vildren och älg i Norge; det var första gången sjukdomen påvisades i Europa. I maj 2017 beslutades att 2 200 vildrenar skall avlivas i det område i Nordfjella där CWD påvisats bland vildren, för att försöka stoppa spridningen av CWD. I mars 2018 påvisades CWD hos en självdöd älg i Kuhmo i landskapet Kajanaland i Finland. I september 2020 påträffades den smittsamma formen av CWD i en ren på Hardangervidda under pågående jakt, detta område omfattar det största vildrensbeståndet i Europa. 

### Sverige
Det första fallet av CWD i Sverige påvisades i mars 2019, hos en 16 år gammal älgko från Arjeplogs kommun i Norrbottens län. Ett andra fall av CWD hos älg påvisades i maj 2019, också hos en 16 år gammal avmagrad älgko som avlivats då den hade tydliga tecken på sjukdom. Denna andra älg kom från Arvidsjaur kommun, cirka 7 mil öster om det första fyndet. Fynden gjordes inom den av EU beslutade övervakningen av CWD i de EU medlemsstater som har populationer av ren eller älg. Denna övervakning pågår mellan åren 2018 - 2020, i Sverige, Finland, Estland, Lettland, Litauen och Polen. Minst 6 000 hjortdjur ska testas i varje medlemsstat i denna övervakning, och gäller både vilda och farmade hjortdjur av arterna älg, ren, rådjur, kronhjort och vitsvanshjort. Främst ska så kallade riskdjur undersökas för CWD. Detta är sjuka djur med symtom på hjärnskador och avmagring, hittade döda djur, och trafikdödade djur. Till följd av fynden av CWD-positiva älgar i Norrbottens län initierades en utökad övervakning inom Arjeplogs och Arvidsjaurs kommuner. Provtagning för CWD sker då även på vuxna älgar fällda under jakt, och från vuxna renar från området som slaktas. En tredje älg konstaterades vara positiv för CWD i september 2019, en 10-årig till synes frisk älgko som fälldes under jakt. Det fjärde fallet av CWD hos älg bekräftades i september 2020 på en 14-årig älgko i Robertsfors kommun, Västerbotten. Älgkon var halt och oskygg, avlivades och provtogs inom CWD-övervakningen.
Sjukdomen har (2019) som naturligt förekommande sjukdom endast konstaterats hos arter inom däggdjursfamiljen hjortdjur. CWD föreligger i två olika former eller varianter, dels den konstaterat smittsamma formen som finns i Nordamerika och som påvisats bland vildren i Norge, men också en atypisk, eller spontan form som påvisats hos älg och kronhjort i Norge och hos älg i Finland. Det första och andra svenska fallet hos älg i mars och maj 2019 liknar de fall hos älg som påvisats i Norge och Finland genom att det rör sig om äldre djur, och prioner påvisas enbart i hjärnvävnad, inte i lymfkörtlar. Vid den smittsamma formen som finns i Nordamerika och hos vildren i Norge ses prioner i lymfkörtlar innan de förekommer i hjärnvävnaden, och även unga vuxna djur drabbas. Det är inte känt om också den atypiska formen är smittsam mellan hjortdjur.